# Gokujou Drops
Gokujou Drops (яп. 極上ドロップス) — японская юри-манга, нарисованная мангакой Хадзимэ Микуни, выпускающаяся компанией Ichijinsha Mobile в ежемесячном журнале Comic i. Издана в трёх томах.

## Сюжет
Комари Маэдзоно, желающая жить отдельно от родителей, переходит жить в общежитие, академии для девочек Оотори. Там она поселяется с красивой и популярной Юкио Химэмией, которая очень заинтересовалась в Комари, как девушкой и делает её своей служанкой. Вскоре девушки узнают что они на самом деле чувствуют друг к другу, и что они когда-то встречались раньше.

## Персонажи
- Комари Маэдзоно (яп. ミズノ毬) — главная героиня истории. Комари весёлая и энергичная девушка. Переехав в Оотори, желая съехать от родителей, поселяется в комнате с Юкио которая соблазняет её и делает своей служанкой. На протяжении истории Комари влюбляется в Юкио.
- Юкио Химэмия (яп. 姫宮幸雄) — главная героиня истории и сожительница Комари. Юкио является самой популярной девушкой в академии Оотори и президентом студенческого совета. Встретившись с Комари начала питать к ней симпатию, а позже и любовь, и делает её своей лично служанкой. Имеет старшего брата, который постоянно болеет, и поэтому в детстве Юкио всегда ходила вместо него на приглашения, так как они были очень похожи. В конце истории призналась Комари что она все эти годы искала её с момента их первой встречи, она пошла на одно из приглашений вместо своего брата, который тогда болел, и впервые встретила маленькую Комари, которую поцеловала и дала ей обещание? что она обязательно её найдёт, сколько бы ни прошло времени.